# Retrato
Véase Retrato pictórico para saber más sobre el tema de los retratos.

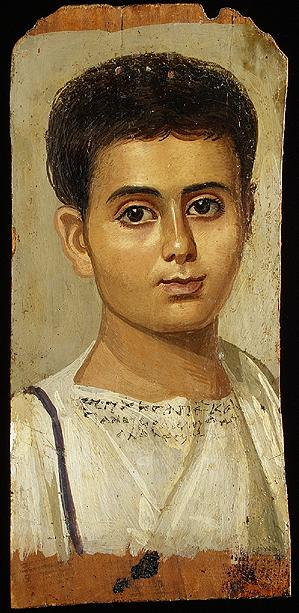
Retrato funerario romano-egipcio de un joven.

Un retrato (del latín retractus) es una pintura o efigie principalmente de una persona. También se entiende por retrato la descripción de la figura o carácter, o sea, de las cualidades físicas o morales de una persona.
Por lo tanto, la primera definición de retrato es aquella que se refiere a la expresión plástica de una persona a imitación de la misma, lo que ocurre en la pintura, la escultura y la fotografía. En un retrato predomina la cara y su expresión. Se pretende mostrar la semejanza, personalidad e incluso el estado de ánimo de la persona. Por esta razón, en fotografía un retrato no es generalmente una simple foto, sino una imagen compuesta de la persona en una posición quieta. 
Los retratos cumplen diferentes funciones. Los retratos de dirigentes, en política se suelen usar como símbolo del Estado. En la mayoría de los países es habitual en el protocolo que haya un retrato del jefe de Estado en todos los edificios públicos. Si se abusa de este tipo de retratos puede ser un síntoma de culto a la personalidad. Existe también la voluntad de perpetuar el recuerdo de una persona y de crear una imagen histórica del comitente.
El retrato aparece en el siglo V a. C. sobre las monedas de los reyes persas. El uso se expandió sobre todo desde la muerte de Alejandro Magno. Conoció un desarrollo considerable en la época romana. En la Edad Media se siguió realizando retratos en las monedas. Durante el Quattrocento italiano se hicieron efigies en medallones como monedas. La costumbre de la efigie en medallón fue inaugurada por Pisanello en 1439.
En cierto sentido, limita las posibilidades creativas del artista, al mantener el parecido con el sujeto del natural: quizá por esto algunos artistas no se adaptaron a practicar el retrato como, por ejemplo, Miguel Ángel. En realidad, el retrato no es una mera reproducción mecánica de los rasgos (como una máscara de cera modelada sobre el rostro), sino que entra en juego, para definirse como tal, la sensibilidad del artista, que interpreta los rasgos según su gusto y las características del arte del tiempo en que opera. Existieron artistas que practicaron ampliamente y de manera casi exclusiva el retrato y civilizaciones enteras que rechazaron el retrato como «figura tomada del natural» (como el arte griego arcaico y clásico). La presencia o ausencia del retrato fisonómico en determinadas civilizaciones (aun contando con medios artísticos suficientes para producirlos) no es una simple cuestión de gusto hacia una u otra forma artística, sino que intervinieron condiciones mentales e ideológicas particulares que se reflejaban en el desarrollo y las condiciones de la sociedad en la que operaron los artistas.
La segunda acepción sería esa descripción que se hace de las cualidades de una persona, en particular dentro de una obra literaria.

## Evolución del retrato

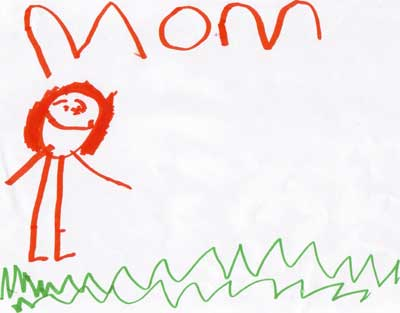
Retrato «intencional» infantil.
La individualización viene proporcionada solo por el nombre, Mom, esto es, «mamá».

El impulso de retratar y fijar a una determinada persona, es un rasgo espontáneo y primordial y se manifiesta de la manera más ingenua atribuyendo un nombre a una imagen genérica, como ocurre con los dibujos de los niños. Se puede hablar en este caso de retrato «intencional». Cuando a este tipo de retrato se le conectan una serie de valores que unen la imagen al individuo, a menudo en el ámbito religioso, se habla de retrato «simbólico».
Un segundo estadio del retrato es el que, si bien la representación aún no se parece al sujeto individual, están presentes una serie de elementos que circunscriben la representación genérica a una cierta categoría de individuos, facilitando la identificación (por ejemplo, atributos particulares, descripción del vestuario, objetos relacionados con el sujeto o su clase social, etc.): el retrato «tipológico», a menudo acompañado de la inscripción del nombre.
Para hablar de un auténtico retrato debe existir una individualización del personaje a partir de la imitación de los rasgos individuales, sin otro artificio. Se trata del retrato «fisonómico», que se compone a su vez de dos estratos relacionados: la representación de los rasgos somáticos y la búsqueda de la expresión psicológica del individuo. Respecto a la representación de los rasgos somáticos, durante la época del Renacimiento, en Inglaterra, las personas que encargaban tumbas para sí o para sus familias comenzaron a pedir retratos exactos de los difuntos. Respecto a la expresión psicológica del individuo, el último paso fue el de fijar en la efigie un juicio moral sobre la persona retratada, eligiendo una actitud particular que fijar, un gesto, una expresión. 
Existe luego el retrato «de reconstrucción», en que el artista no ha visto al sujeto e intenta, sobre la base de las informaciones que posee y su sensibilidad, recrearlo, sea en la fisonomía, sea en la psicología, según el concepto que se ha formado sobre esa personalidad determinada. Es el caso típico de los retratos de grandes personajes del pasado de los cuales no se ha transmitido la imagen (de Homero a los Apóstoles). Puesto que tales imágenes son fruto de la invención y las circunstancias del tiempo en que se realizaron, es frecuente que por la misma personalidad histórica se tengan retratos reconstruidos muy diferentes.

## El retrato escultórico

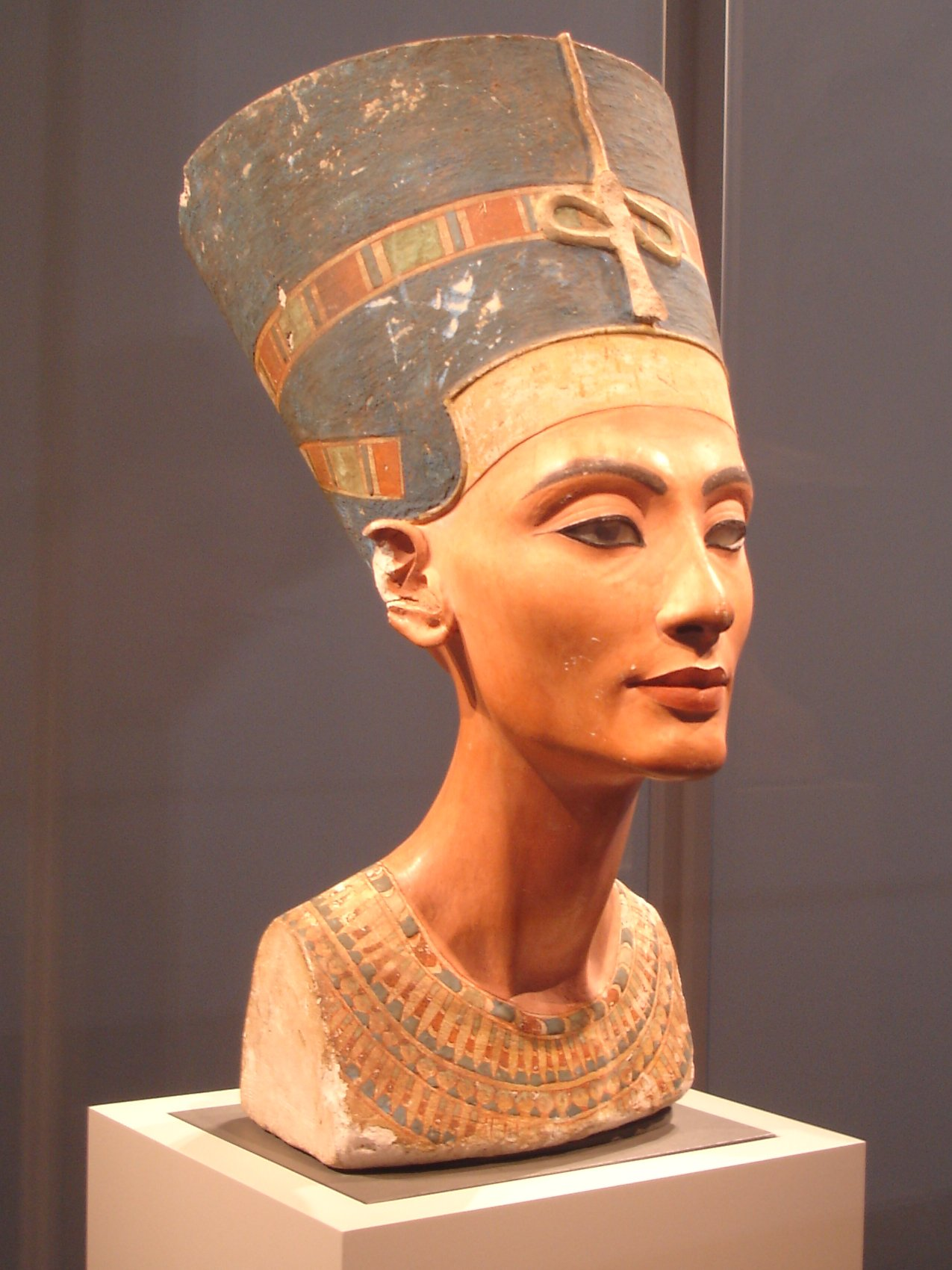
Retrato de la reina Nefertiti, Berlín.

Los primeros retratos de la historia fueron esculturas. Las mismas fases que acompañan la evolución de la producción de un retrato desde la producción infantil a la edad adulta se encuentran también en la historia del arte. Los cráneos humanos encontrados en Jericó, donde los rasgos se recrean con yeso y los ojos con conchitas, manifiestan la voluntad de reconstruir la persona del difunto, pero son retratos plenamente intencionales, en cuanto que están ligados a esquemas del todo genéricos, a pesar del auxilio de la estructura ósea subyacente. Seguramente las primeras representaciones humanas tenían las implicaciones mágicas y sagradas hacia las que se representaban. La creencia de que la imagen se une indisolublemente con aquello que retrata y que permanece por ejemplo en el ámbito negativo, como en aquellos ritos que se reservan a las imágenes de los adversarios tratamientos funestos, según supersticiones aún vivas en los retazos de civilización campesina y pastoril.
El Antiguo Egipto es un ejemplo típico de cultura que, teniendo plenos medios técnicos, evitó la producción de retratos fisonómicos, al menos durante la mayor parte de su historia artística. Muchas figuras indicaban, a través de la aposición de diversos nombres, personajes diversos, comprendidos los retratos de los soberanos, en los cuales el nombre tenía un valor significativo que valía por los rasgos fisonómicos, mientras que no faltan ejemplos de soberanos representados como toros o leones. El realismo se veía como algo bajo y contingente, adaptado a las escenas de la vida cotidiana de las clases inferiores. El retrato «tipológico» permanece en auge, aunque con algunos acentos de diferenciación fisonómica debida al particular procedimiento de los escultores de elaborar a partir de máscaras en yeso modeladas con relieve en creta con los rasgos del difunto. Solo en el Imperio Nuevo, tras la reforma religiosa de Amenofis IV, se produjeron en Egipto auténticos retratos fisonómicos, con acentos psicológicos, como los numerosos retratos de Akenatón y Nefertiti. Este paréntesis se cierra de repente con la vuelta a la tradición y a los retratos por «tipología». Durante la tardía dinastía saíta (663-525 a. C.) se produce una nueva vuelta al retrato verídico, pero es una adecuación fisonómica superficial, ligada más al virtuosismo técnico que a la presencia de valores que expresar. Tras la conquista griega el retrato egipcio perdió las características propias para entrar en la corriente helenística.
También dentro de la escultura cabe el autorretrato. El primer artista del que se conoce el nombre es el escultor del faraón egipcio Akhenatón Bac (hacia el 1365 a. C.), si bien se cree que los autorretratos son tan antiguos como el arte rupestre.
En Mesopotamia hasta la época sumeria hay una producción genérica de retratos «intencionales» (distinguibles solo por el nombre impreso), «tipológicos» (en los que se distinguen algunos atributos de una clase de individuo), parecidos a los egipcios pero dotados de mayor libertad ideológica que caracterizaba a la sociedad de la época. Entre las mejores obras que han sobrevivido se encuentran algunos retratos de soberanos, impregnados de un esquematismo que pretendía evidenciar ante todo la majestad del soberano y su refinamiento, por ejemplo el de Hammurabi (1728 - 1686 a. C.) de la que queda su cabeza en el Louvre, en bulto redondo, caracterizada por una excepcional plasticidad del rostro, con las mejillas hinchadas, la boca pequeña y otros elementos que revelan una intención fisonómica. Durante la posterior dominación asiria, particularmente dura, la tendencia a la fisonomía desaparece completamente, volviendo a modelos fijos distintos solos por la inscripción del nombre, carentes incluso de los atributos tipológicos.
Solo en el período aqueménida (558-480 a. C.) se produce una nueva humanización de las efigies reales, pero el verdadero paso adelante se da en la producción de monedas, quizá obra de artistas griegos, que desde finales del siglo V a. C. presentan retratos fisonómicos que parecen manifestarse precozmente respecto a la propia Grecia (muy caracterizada es la de Tisafernes o la de los statere de Cízico). No está claro aún si las diferencias entre una y otra cabeza, junto con algunos atributos del poder (gorro, bigote, barba) se deben a reales divergencias fisonómicas a menudo a las diversas manos que se ocuparon de la acuñación, en cualquier caso.

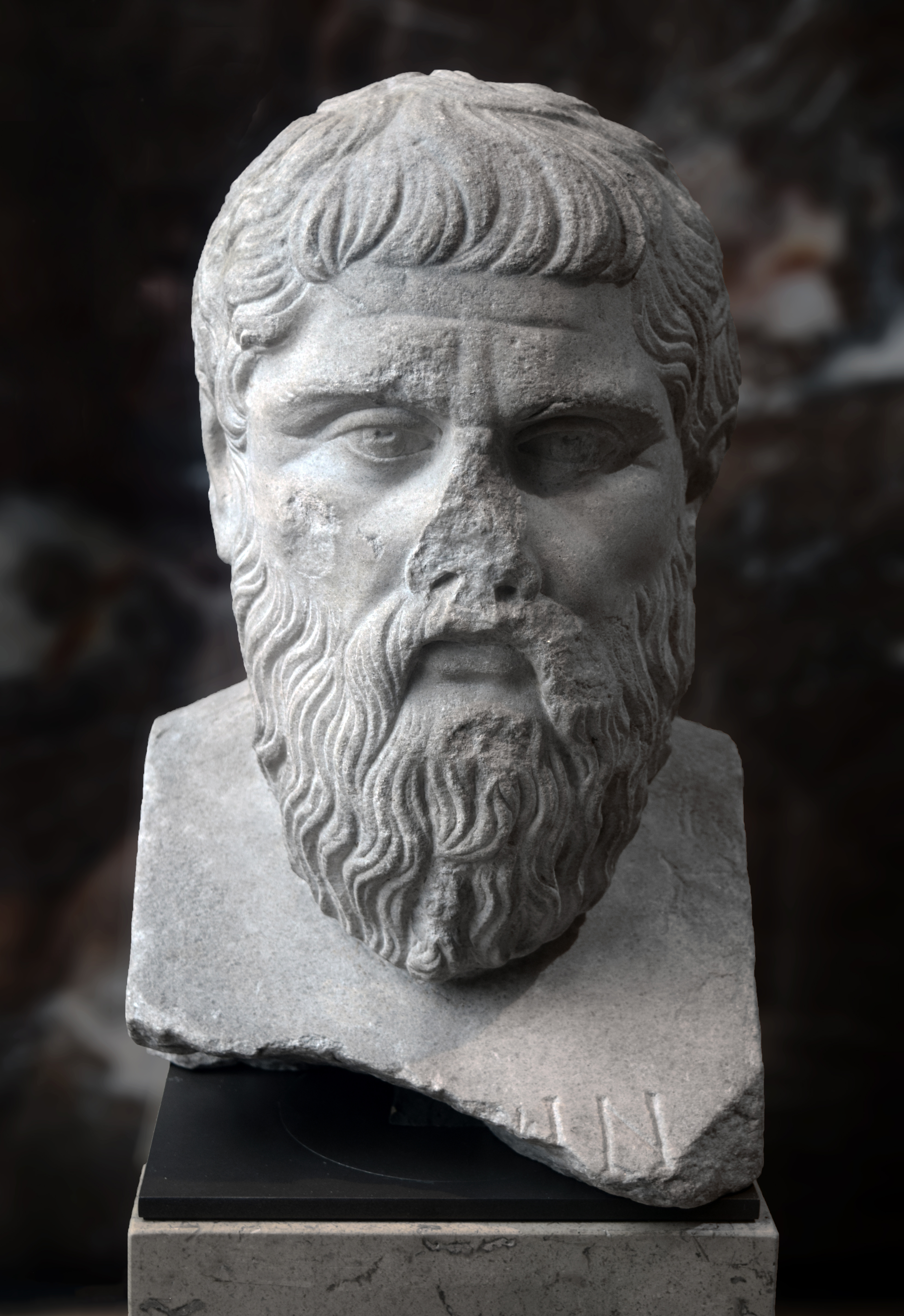
El retrato de Platón de Silanio, Louvre.

La creación de un auténtico retrato fisonómico es obra de la civilización griega. Se conoce la retratística griega sobre todo por las copias romanas. el retrato griego tiene como punto de partida el ámbito religioso, pero a diferencia de las civilizaciones orientales, los griegos no tenían intermediarios con la divinidad, sino una relación directa y humana. Las primeras estatuas humanas como el kurós y la kore sirvieron para representar a los oferentes de un santuario o a un difunto sobre su tumba de manera impersonal, simbólica, como la de las estelas funerarias del período arcaico (hasta el 480 a. C.). En las inscripciones emergió progresivamente el concepto de representación individual como obra de arte: de los nombres de las personas que representan o de sus palabras en primera persona, se pasó a añadir los nombres de los escultores para llegar a la dicción más destacada de «estatua de, imagen de» o «mnena (recuerdo) de». 
Las representaciones eran genéricas, como se ve en la de los estrategas y para los atletas existían las estatuas «icónicas», donde se especificaban algunas características físicas como la altura o la edad, pero la representación personal estaba ausente. El único retrato de la época que se puede llamar fisonómico, si bien no aún realista a causa de la idealización, es el de Platón de Silanión, conocido gracias a copias de la época romana. 
Para llegar al verdadero retrato fisonómico se debe acudir a mediados del siglo IV a. C., aunque no se sabe cuál es el ejemplo más antiguo: un herma de Temístocles que ha llegado a través de una copia de Ostia, realizada en vida hacia el 480-460 a. C., o la imagen de Pausanias rey de Esparta (464-460 a. C.) o las obras en gran parte desconocidas de Demetrio de Alopece. La tradición tardía narra que Fidias fue criticado por haber insertado su autorretrato en la decoración escultórica del Partenón, individualizado por los estudiosos en la figura de Dédalo, de marcada individualidad, aunque cercano al centauro de la metopa 9.

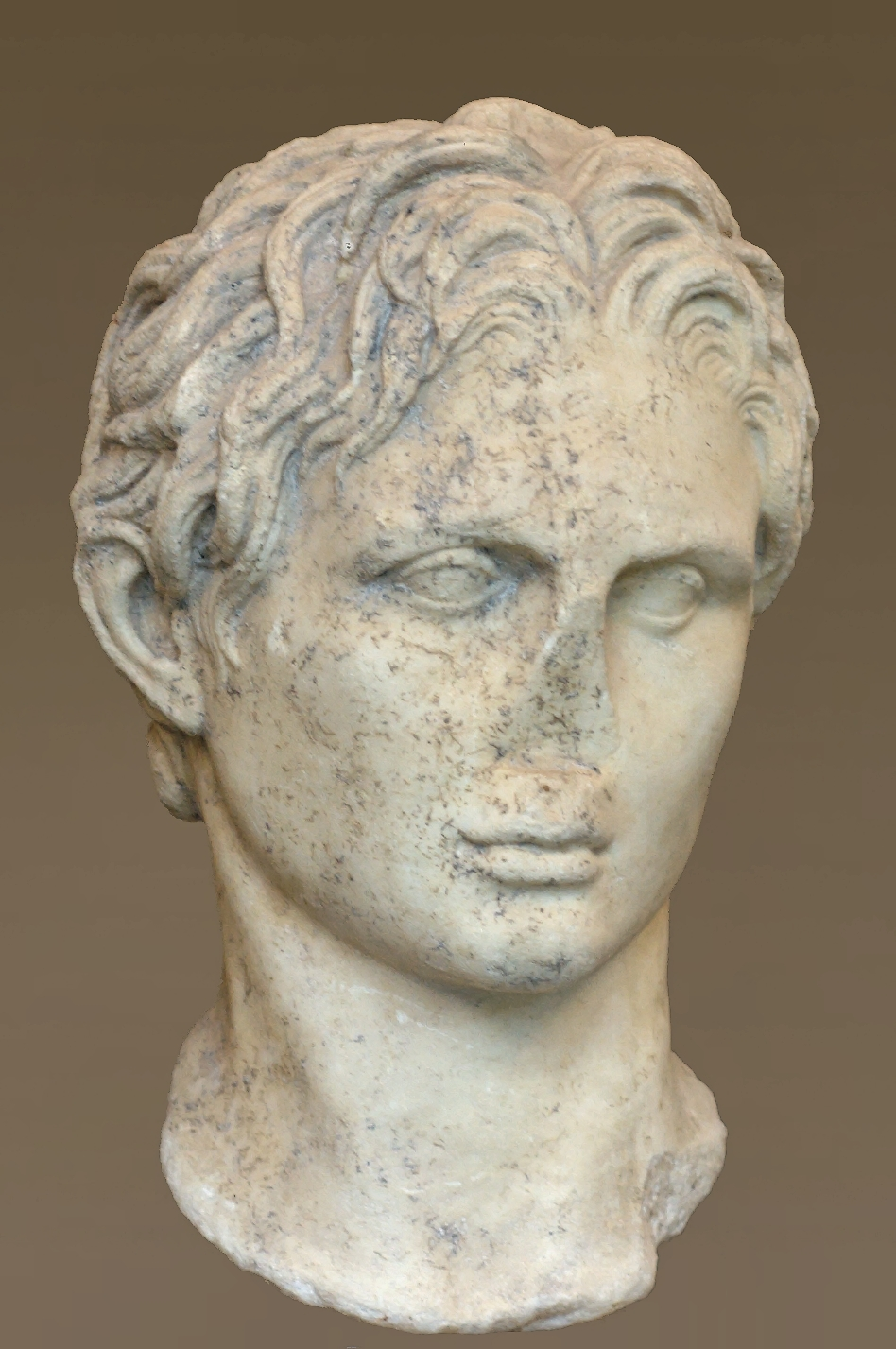
Lisipo: Retrato de Alejandro Magno.

La gran personalidad de Lisipo y las cambiantes condiciones sociales y culturales hicieron que se superaran las últimas reticencias hacia el retrato fisonómico y se llegase a representaciones fieles a los rasgos somáticos y del contenido espiritual de los individuos en época helenística, como puede verse en los retratos de Alejandro Magno. A Lisipo o sus seguidores se atribuyen los retratos de Aristóteles, el reconstruido de Sócrates del tipo II, el de Eurípides de tipo «Farnesio» en los que está presente una fuerte connotación psicológica coherente con los méritos de la vida real de los personajes.
Entre los siglos II y I a. C. se desarrolló ampliamente el retrato fisonómico, no reservado sólo a soberanos y hombres destacados, sino también a simples particulares. Se difundieron el retrato honorífico y el funerario.
El arte del retrato floreció en las esculturas romanas, en las que los retratados demandaban retratos realistas, incluso si no les favorecían. El origen de estos retratos está probablemente en la época helenística. en el arte romano se distingue entre el retrato honorífico público y el privado, ligado al culto de los antepasados.
El uso de las efigies de los antepasados se remonta al inicio de la república. Pero tales imágenes no eran aún del estilo realista típico de la época de Sila, verdadero momento de separación con el retrato helenístico. La exasperación de la realidad en el retrato romano, el llamado «retrato romano republicano» comenzó a principios del siglo I a. C. y duró hasta el Segundo Triunvirato (432-32 a. C.), período que coincide con una fuerte exaltación de las tradiciones y la virtud de los patricios, contra el movimiento de los Gracos y el avance de la fuerza de la plebe hasta la guerra Social (91 - 88 a. C.). Se asiste en definitiva a una toma de conviencia del valor de la gens, que se refleja en los retratos. El estilo de estas obras es seco y minucioso, reflejando la piel estragada por el paso del tiempo y las duras condiciones de la vida tradicional campesina. 

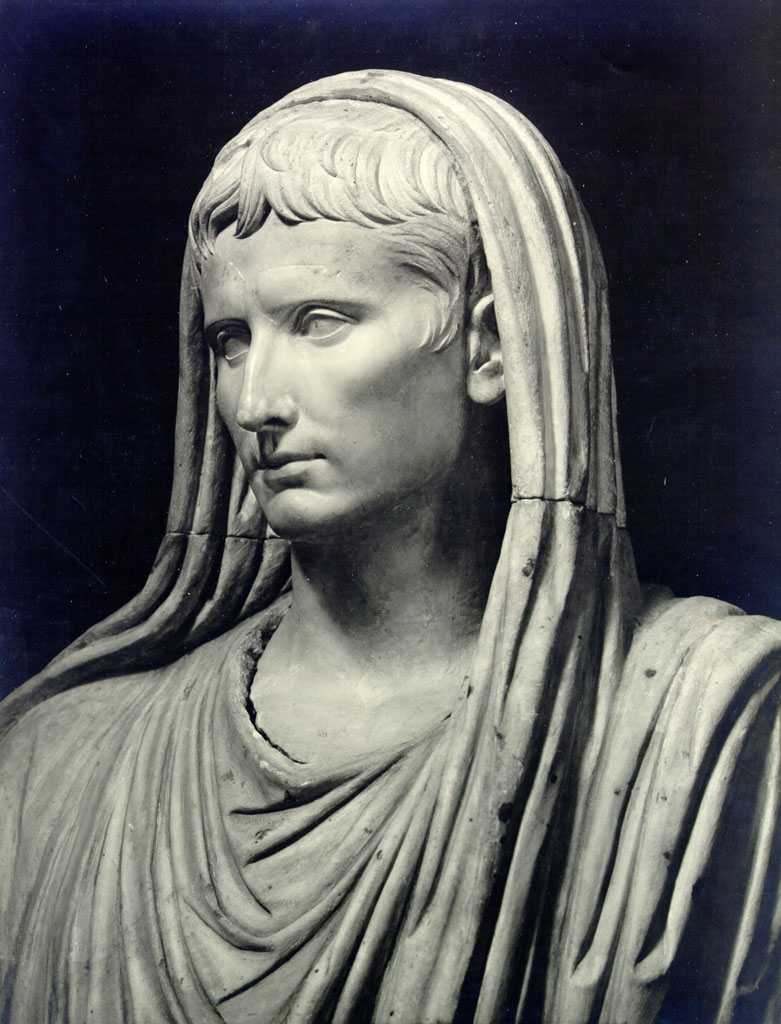
Augusto de vía Labicana.

El arte de la época de Augusto se caracterizó por el auge del clasicismo. En el retrato se produjo una fusión del tipo oficial y del tipo privado, a través de la concepción neoática que veía en la representación una sobria idealización que fuese superior a la esfera de la contingente cotidianidad del realismo. La dualidad de los tipos de retrato se reflejan en el ejemplo de dos retratos de Vespasiano, uno expresivamente vulgar (Ny Carlsberg Glyptotek) y otro de aristocrática intelectualidad (Museo Nacional Romano, n.º 330). Con Trajano se consumó la fusión entre el retrato privado y el público. En la expresión del soberano se acentúa la actitud del hombre de mando militar, la energía, la resolución, pero el retrato sigue siendo humano, real. Durante el siglo IV, el retrato cedió terreno en favor de la idealización del aspecto del retratado. Basta comparar los retratos de Constantino I el Grande y Teodosio I. 
Durante la Edad Media, el cambio en los intereses de las representaciones hicieron desaparecer nuevamente el arte del retrato. La mentalidad cristiana tendía a negar la importancia de la individualidad de las personas, prefiriendo el ´símbolo, por lo que se daba el retrato «tipológico». Al estar ausente un elemento «burgués» que infundiera valores laicos de afirmación del hombre en cuanto a tal, en la sencillez de su existencia terrenal, la necesidad de fijar las auténticas fisonomías se desvaneció inexorablemente. Debe esperarse a la Baja Edad Media, cuando reapareció en la escena europea una especia de burguesía, para ver el regreso de los fundamentos humanísticos y racionales que permitieron la producción de retratos. Probablemente tales condiciones se habían verificado ya en la corte de Federico II Hohenstaufen, pero no se han conservado testimonios seguros de retratos. 
El más antiguo retrato fisonómico realista de un personaje viviente tras la época clásica fue el Retrato de Carlos I de Anjou de Arnolfo di Cambio (1277). Los retratos realistas reaparecieron en Borgoña y Francia.
El Renacimiento fue un punto significativo en la evolución del arte del retrato por el renovado interés hacia el mundo natural, el hombre y la expresión clásica del arte romano. El retrato tuvo así una importante función social, tanto esculpido, a través de bustos o cabezas, como pintado. Tuvo notable difusión el retrato de busto hasta las espaldas, sobre todo en Florencia (Mino da Fiesole, Andrea del Verrocchio) y en Nápoles (Francesco Laurana).

## El retrato pictórico
Entre los retratos más antiguos de gente particular, que no fueran reyes ni emperadores, son los retratos funerarios que han sobrevivido en el clima seco del distrito de Fayum en Egipto ( véase la ilustración de la derecha) Son los únicos retratos de la era Romana que han sobrevivido hasta nuestros días, aparte de los frescos.

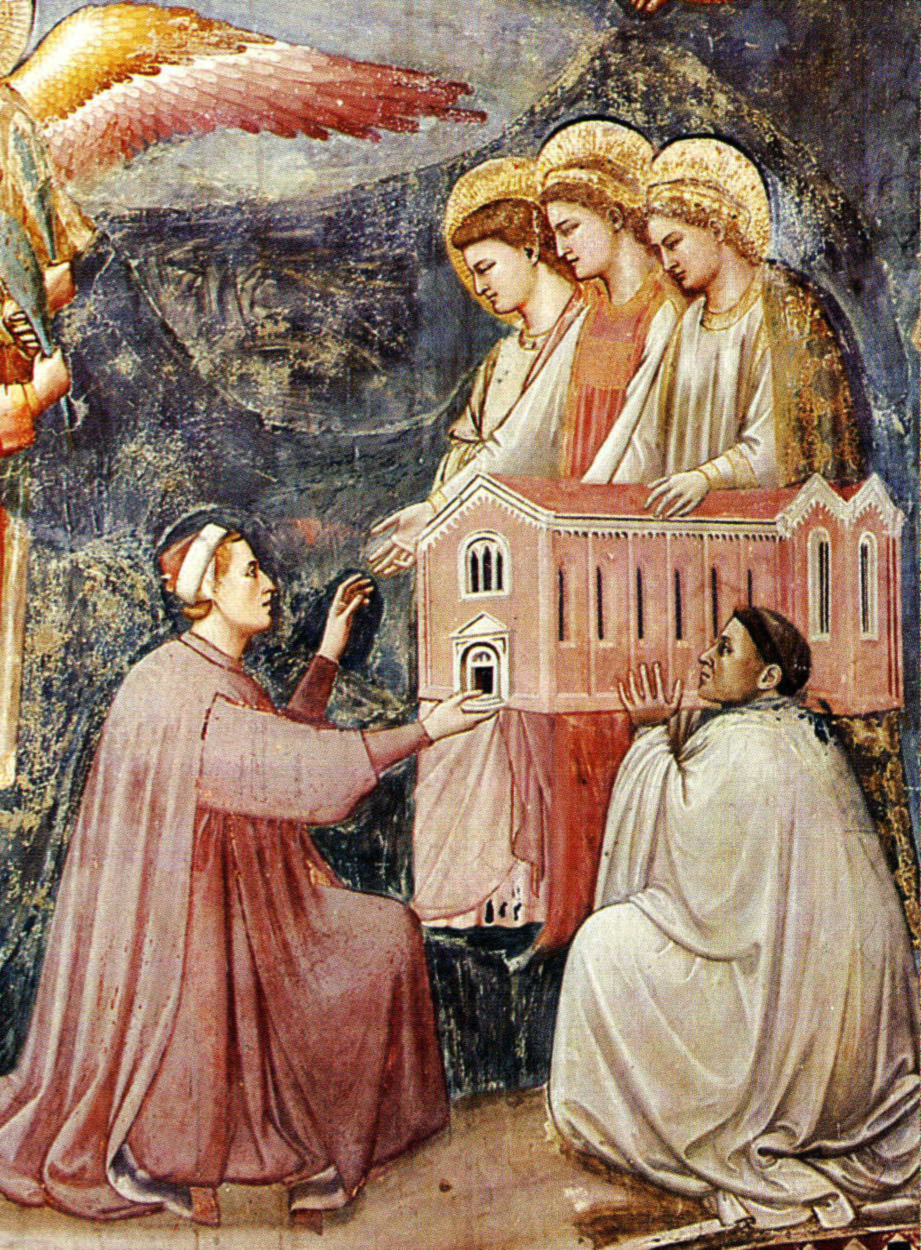
Giotto, Enrico Scrovegni dona a los ángeles una reproducción de la capilla de los Scrovegni, capilla de los Scrovegni, Padua.

En la Edad Media, como ocurre con la escultura, no hubo auténticos retratos hasta el surgimiento de una cierta clase burguesa en la Baja Edad Media. El más antiguo retrato fisonómico de la Edad Media se cree que fue el retablo de San Luis de Tolosa que corona al hermano Roberto de Anjou de Simone Martini (1317). Por lo que se refiere a la clase «media» en ciudades como Venecia, Florencia, Nápoles o Barcelona, frecuentemente financió obras de arte por parte de particulares, a menudo ricos banqueros que de esta manera expiaban el pecado de la usura. Así nace la costumbre de representar a los comitentes en el acto de donar la obra de arte, dentro de la misma obra, como ocurre con Enrico degli Scrovegni retratado en el acto de donar la famosa capilla a los ángeles, pintado por Giotto, o arrodillados a los pies de la figura sagrada, a menudo en proporciones menores como símbolo de su humildad frente a la divinidad. Los donantes además están presentados a la figura divina (la Virgen, Jesucristo) por el santo patrón de su nombre como intermediario.

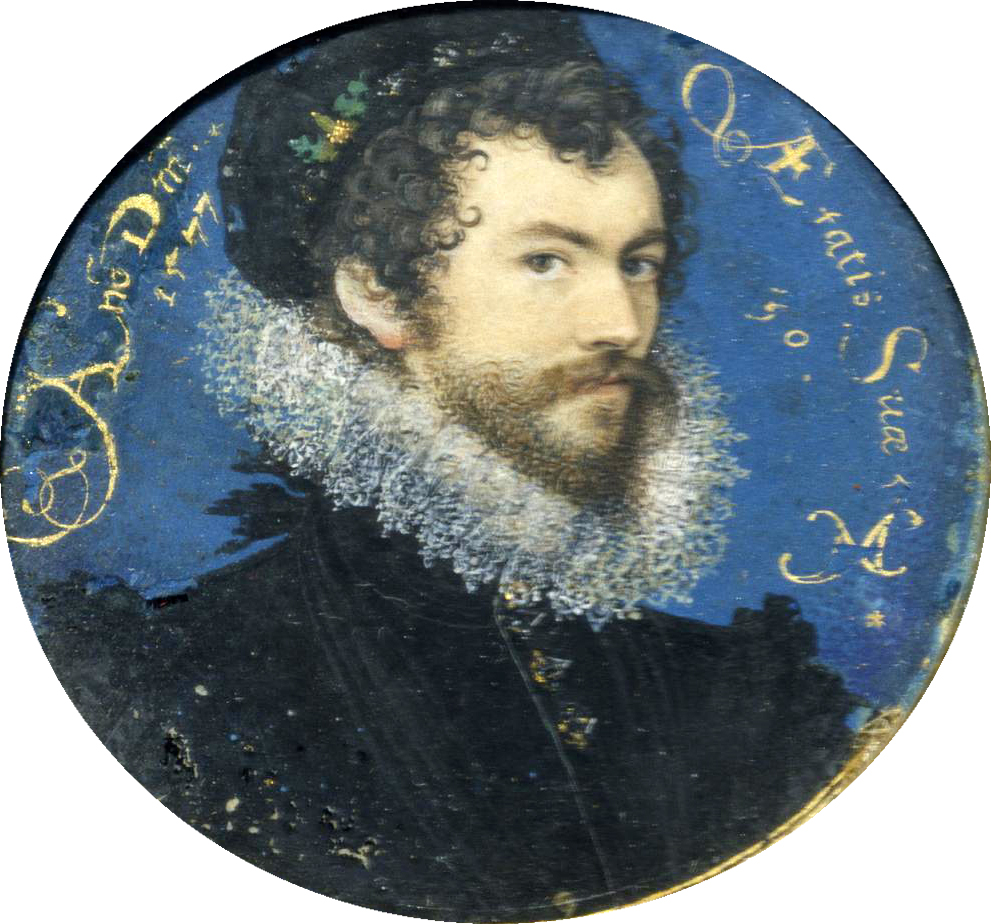
Nicholas Hilliard, el autorretrato en miniatura más antiguo que se conoce, 1575.

El Renacimiento supuso una renovación del retrato pintado, renaciendo en este período el retrato privado como tema independiente. Los retratos sobre medallas o medallones se hicieron populares recuperando modelos antiguos desde principios del siglo XIV, como los de Pisanello. En esta época circularon con frecuencia pequeños retratos miniados o pintados, que difundían las imágenes entre las cortes, a menudo con intereses matrimoniales. 
En la Trinidad de Masaccio se encuentra un primer ejemplo de retrato realista de los comitentes de una obra de arte, representados a tamaño natural respecto a la divinidad. También se difundió el uso de insertar retratos de personajes contemporáneos en las escenas pintadas, sean sacras o profanas, como ocurre con Simonetta Vespucci que aparece en varios cuadros de Botticelli, como en el célebre Nacimiento de Venus. 

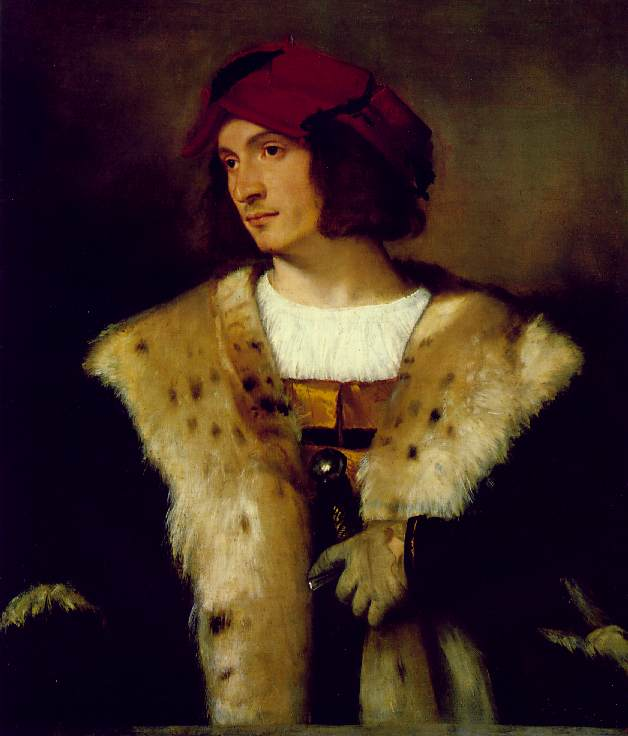
Tiziano, Retrato de hombre con sombrero rojo.

Casi todos los grandes maestros se dedicaron al retrato (Piero della Francesca, Antonello da Messina, Sandro Botticelli, Leonardo da Vinci, Tiziano, Rafael...) con la notable excepción de Miguel Ángel que no reprodujo efigies realistas de personajes, salvo, quizá, y con intenciones denigratorias, en el Juicio Final. En Occidente uno de los retratos más famosos es La Gioconda de Leonardo da Vinci, a la que se ha identificado como Lisa Gherardini. En él se alcanzó un extraordinario efecto psicológico, como en las mejores obras de Ticiano. 
En este mismo período se difunde la práctica del autorretrato, primero como elemento en un cuadro de grupo (a este respecto, Leon Battista Alberti aconsejó a los artistas retratarse mirando al espectador), luego también como sujeto independiente (desde la segunda mitad del siglo XVI). El autorretrato en miniatura más antiguo que se tenga constancia es el de Nicholas Hilliard de 1575, aunque no fue el primero que creó una imagen de sí mismo. Los primeros autorretratos del arte occidental aparecieron durante el Renacimiento, cuando los artistas pintaban su propia cara entre la muchedumbre, en origen en escenas narrativas. El género del autorretrato fue tomando una importancia creciente después del período clásico.
Durante los períodos barroco y rococó, en los siglos XVII y XVIII, los retratos adquirieron una importancia crucial. Dentro de una sociedad cada vez más dominada por la burguesía, las representaciones de individuos lujosamente vestidos al lado de símbolos de pujanza y de riqueza temporal contribuyeron de manera eficaz a la afirmación de su autoridad. Van Dyck y Rubens destacaron en este género.
En la misma época, el interés creciente por la comprensión de los sentimientos humanos engendra en los artistas el interés por la fisionomía de las emociones. Los impresionistas como Monet, Degas o Renoir, que utiliza principalmente como modelos a sus familiares y amigos, pintados en pequeños grupos o individuos solos, al aire libre o en taller. Caracteriza por su superficie luminosa y la riqueza de sus colores, estos retratos presentan a menudo un carácter intimista, alejado del retrato oficial.
Los artistas de principios de siglo ampliaron los campos de exploración del retrato, liberándolo de las dificultades de la semejanza visual. Henri Matisse simplificó la línea y los colores para darles toda su fuerza expresiva. Pablo Picasso realizó numerosos retratos, de estilo cubista en las que el modelo es apenas reconocible. El arte del retrato en pintura entró en declive a mediados de siglo, seguramente debido al interés creciente por la abstracción y el arte no figurativo. Más recientemente, sin embargo, el retrato ha conocido un renacimiento. 
El retrato es un apasionante objeto de estudio porque concentra en sí la mayoría de las funciones de la pintura.

## La fotografía de retratos

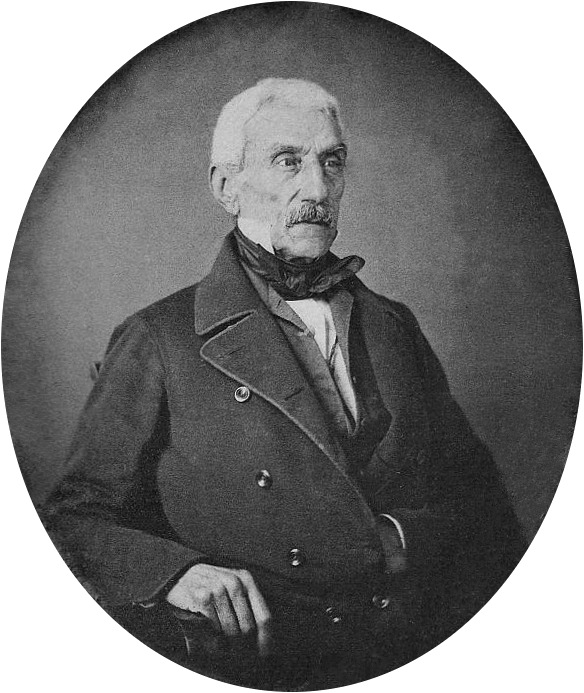
Retrato de José de San Martín, París, 1848.

Desde el albor de la fotografía la gente ha hecho retratos. La popularidad alcanzada por los daguerrotipos a mediados del siglo XIX le vino en gran parte de la demanda de retratos baratos. Los estudios de fotografía se multiplicaron en las ciudades del mundo, y algunos tiraban más de 500 placas al día. El estilo de esto trabajos tempranos reflejaba las dificultades técnicas asociadas a tiempos de exposición de 30 segundos, así como la estética del los tiempos. Los sujetos se solían sentar delante de fondos de color liso, y se iluminaban con la tenue luz de una ventana, o como mucho con lo que se pudiera conseguir a través de espejos.
Los retratos fotográficos son una actividad comercial que florece por todo el mundo. Hay muchas personas que están dispuestas a pagar a un profesional para que le haga un retrato de familia que poder colgar en sus salones, así como las fotos de los grandes sucesos familiares: bodas,  graduaciones, o los ritos religiosos de cada cultura como bautizos, primeras comuniones, etc. El retrato realizado a los difuntos y principalmente cuando eran niños estuvo muy extendido en el siglo XIX y comienzos del XX.
Según se desarrollaron las técnicas fotográficas, algunos intrépidos llevaron su talento fuera de los estudios: en los campos de batalla, en la espesura de los bosques o en los océanos. Willian Shew con su Salón de Daguerrotipos, Roger Fenton con su caravana fotográfica, o Mathes Brady con su carromato What-is-it? (¿esto qué es?) sentaron las bases de los retratos y otras fotografías de exterior.

## Tipos de retrato

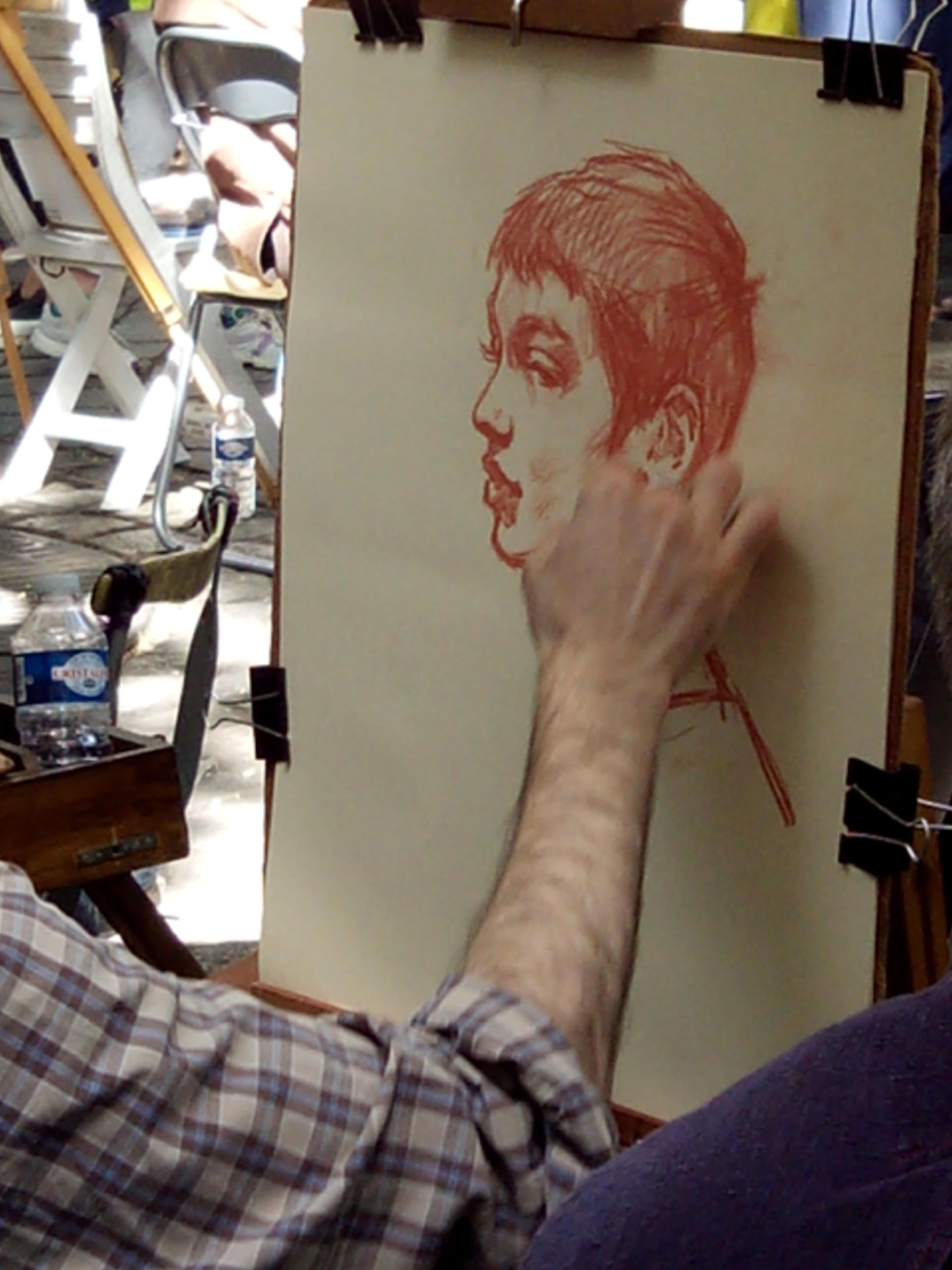
Retrato callejero en el barrio de Montmartre de París.

Con la utilización del lenguaje cinematográfico se puede hablar de tipos de retrato según el tipo de plano.
- Plano entero (PE): también conocido como Plano Figura, encuadra la figura entera del personaje a fotografiar, desde los pies a la cabeza.
- Tres cuartos o Plano americano (PA): también denominado 3/4 (tres cuartos) o plano medio largo, recorta la figura por la rodilla aproximadamente. Es ideal para encuadrar en la fotografía a varias personas interactuando.
- Plano medio (PM): recorta el cuerpo en la fotografía a la altura de la cintura. Es la distancia adecuada para mostrar la realidad entre dos sujetos, como en el caso de las entrevistas.
- Busto o Plano medio corto (PMC): captaría el cuerpo desde la cabeza hasta la mitad del pecho. Este plano nos permite aislar en la fotografía una sola figura dentro de un recuadro, descontextualizándola de su entorno para concentrar en ella la máxima atención.
- Primer plano (PP): recogería el rostro y los hombros. Este tipo de plano, al igual que el Plano detalle y el Primerísimo primer plano, se corresponde con una distancia íntima, ya que sirve para mostrar confidencia e intimidad respecto al personaje.
- Primerísimo primer plano (PPP): capta el rostro desde la base del mentón hasta la punta de su cabeza. También dota de gran significado a la imagen.
- Plano detalle (PD): recoge una pequeña parte de un cuerpo u objeto. En esta parte se concentra la máxima capacidad expresiva, y los gestos se intensifican por la distancia tan mínima entre cámara y sujeto/objeto. Sirve para enfatizar algún elemento de esa realidad.

## En literatura
En términos literarios, se conoce como retrato la descripción minuciosa y extensa de un personaje, presentando sus cualidades físicas y morales en un mismo enfoque pictórico: una fusión de la prosopografía y la etopeya. Un retrato escrito a menudo da una visión profunda y ofrece un análisis que excede lo superficial. Por ejemplo la escritora estadounidense Patricia Cornwell escribió un libro llamando Retrato de un asesino sobre la personalidad, antecedentes y posible motivación de Jack el Destripador, así como de la cobertura que los medios de comunicación dieron a sus asesinatos, y de la subsiguiente investigación policial de sus crímenes.
Un retrato da una visión, a veces caricaturesca o satírica, que no es sólo una descripción física sino también una descripción psíquica o simbólica. El retrato (o el autorretrato) puede aparecer en forma de una escena fija divagadora que ocupa un corto espacio de tiempo, como se ve en los Caractères de Jean de La Bruyère, o construirse en momentos de divagación sucesivos que se extienden a lo largo de toda la obra, como ocurre en Le Sopha de Crébillon hijo. En este caso, los retratos y autorretratos pueden construirse a través de tiempos diferentes. Son posibles otras formas de construir los retratos y autorretratos, puesto que el autor puede elegir el alcance u objetivo de esta descripción identificadora. De esta manera, pueden ignorarse los rasgos físicos de una persona o los materiales de un objeto para no describir más que su aspecto psíquico o simbólico.
Ejemplo de retrato:
"En verdad, el aspecto externo de Momo era un poco extraño y tal vez podía asustar algo a la gente que da mucha importancia al aseo y al orden. Era pequeña y bastante flaca, de modo que ni con la mejor voluntad se podía decir si tenía ocho años o ya doce. Tenía el pelo muy ensortijado, negro como la pez, y parecía no haberse enfrentado nunca a un peine o unas tijeras. Tenía unos ojos muy grandes, muy hermosos y también negros como la pez y unos pies del mismo color, pues casi siempre iba descalza".[Retrato físico de Momo (Michael Ende)].